# Vasoconstricció
La vasoconstricció és la constricció o estrenyiment d'un vas sanguini que es manifesta com una disminució del seu volum. Un vasoconstrictor és una substància o estímul ambiental que provoca vasoconstricció directament o indirectament. Molts vasoconstrictors actuen sobre receptors específics de la vasopressina o sobre adrenoreceptors. Els vasoconstrictors són també utilitzats clínicament per incrementar la pressió sanguínia o per reduir el flux sanguini localment.
La vasoconstricció a escala de la microvasculatura cutània fa que la pell adquireixi un to pàl·lid o blanquinós. Aquest pot ser el resultat de factors ambientals o psicològics com el fred o l'estrès.
L'efecte antagònic a la vasoconstricció és la vasodilatació.